# Hollingworth
Hollingworth – wieś w Anglii, w hrabstwie ceremonialnym Wielki Manchester, w dystrykcie metropolitalnym Tameside. Leży 17 km na wschód od centrum miasta Manchester.